# Fredrik Nielsen
Fred(e)rik Christian Nielsen, född den 30 oktober 1846 i Aalborg, död den 24 mars 1907 i Aarhus, var en dansk biskop och kyrkohistoriker.
Nielsen blev 1870 teologie kandidat och 1873 kateket vid Vor Frelsers kirke i Köpenhamn. Han slöt sig med värme till grundtvigianismen och var 1873–1882 en bland utgivarna av dess organ "Dansk Kirketidende". År 1877 blev han professor i kyrkohistoria vid universitetet och vann vid dettas 400-årsfest teologie doktorsgrad på en avhandling om Tertullians Ethik (1879). Han var 1892–1901 medlem av kyrkorådet och sedan 1904 av "det kirkelige udvalg" (deltog ivrigt i dess förhandlingar om kyrkoförfattningen). År 1886 var han en av dem, som utfärdade inbjudningen till de av präster och lekmän sammansatta så kallade "Bethesdamötena", och 1885 ledamot av kommittén för en ny psalmbok. År 1900 blev han biskop över Aalborgs stift och förflyttades 1905 till Aarhus. 
Nielsen var en mycket flitig författare. Hans två huvudverk var Romerkirken i det 19. Hundredaar (2 band 1876–1881, 2:a upplagan 1895–1898; översatt till tyska och engelska) och Haandbog i Kirkens Historie (I. Oldkirken, 1880, 2:a upplagan 1893; II. Middelalderen 1892, 2:a upplagan 1898; förkortad bearbetning 1900–1902). Dessutom skrev han Statskirke og Frikirke (1883), Ledetraad i Kirkens Historie (1887, 6:e upplagan 1905–1908), N. F. S. Grundtvigs religiøse Udvikling (1889), Luther og Grundtvig (1891) med flera samt åtskilliga småskrifter, dels om kyrkliga spörsmål, dels om andra dagens frågor, bland annat Frimureriet i Norden (1882; svensk översättning samma år), som gav anledning till vidlyftig polemik. En del uppsatser och tidningsartiklar samlades i Karakteristiker og Kritiker (1884). Slutligen började han 1896 utge Kirkelexikon for Norden, varav de två första banden, omfattande bokstäverna A–K, utkom 1900–1904.

## Utmärkelser
- Riddare av Dannebrogorden,  1892[2]
- Dannebrogsmännens hederstecken,  1895[2]
- Kommendör av Dannebrogorden,  1906[2]

[Redigera Wikidata]